# Grastidium
Grastidium es un género con más de 200 especies de orquídeas. Ha sido separado del género Dendrobium. Son orquídeas epífitas y litófitas tropicales, originarias del sudeste de Asia, Australasia y Nueva Guinea. se caracteriza por sus tallos esbeltos, colgantes, lignificados con dos hileras de hojas herbáceas y una inflorescencia muy variable.

## Descripción
Las especies son pequeñas a muy grandes, de hábitos epífitas o litófitas, con tallos largos y delgados, a menudo leñosos y con dos filas de hojas herbáceas y largas vainas que la tienen total o parcialmente las cubiertas.
La inflorescencia tiene de uno hasta cuatro racimos de flores, a menudo, efímeras (de un día).

## Distribución y hábitat
Crecen en los árboles y las rocas en un lugar fresco a cálido y húmedo costero, en las tierras bajas y de montaña en las selvas tropicales o en áreas abiertas a lo largo de riberas de los ríos, principalmente en China, Birmania, Tailandia, Malasia, Laos, Vietnam, Filipinas, Java, Sumatra, Borneo, Nueva Guinea y las islas del Pacífico.

## Sinonimia
- Han sido segregadas del género Dendrobium Sw. (1799) secc. Grastidium (Blume) J.J.Sm.

## Etimología
El nombre del género Grastidium proviene del griego grastis (hierba), probablemente por el color predominantemente verde de la inflorescencia de la especie tipo de este género.

## Taxonomía
El género fue promovido a género desde Dendrobium Sw. (1799) secc. Grastidium por
M.A.Clem. & D.L.Jones en el año (2003).
El género cuenta actualmente con 213 especies. La especie tipo es Grastidium salaccense.

## Especies seleccionadas
- Grastidium acuminatissimum Blume, Bijdr.: 333 (1825)
- Grastidium acutilobum (Schltr.) Rauschert, Feddes Repert. 94: 477 (1983)
- Grastidium agusanense (Ames) M.A.Clem. & D.L.Jones, Lasianthera 1: 57 (1997)
- Grastidium alagense (Ames) M.A.Clem. & D.L.Jones, Lasianthera 1: 58 (1997)
- Grastidium aliciae (Ames & Quisumb.) M.A.Clem. & D.L.Jones, Lasianthera 1: 58 (1997)